# Liste des résolutions du Conseil de sécurité des Nations unies adoptées en 2001
Les résolutions du Conseil de sécurité des Nations unies sont les décisions qui sont votées par le Conseil de sécurité des Nations unies.
Une telle résolution est acceptée si au moins neuf des quinze membres (depuis le 17 décembre 1963, 11 membres avant cette date) votent en sa faveur et si aucun des membres permanents qui sont la Chine, les États-Unis, la France, le Royaume-Uni et la Russie (l'Union soviétique avant 1991) n'émet de vote contre (qui est désigné couramment comme un veto).

## Résolutions 1335 à 1339
- Résolution 1335 : la situation en Croatie.
- Résolution 1336 : la situation en Angola.
- Résolution 1337 : la situation au Moyen-Orient.
- Résolution 1338 : la situation au Timor oriental.
- Résolution 1339 : la situation en Géorgie.

## Résolutions 1340 à 1349
- Résolution 1340 : tribunal pénal international pour l'ex-Yougoslavie.
- Résolution 1341 : la situation concernant la République démocratique du Congo.
- Résolution 1342 : la situation concernant le Sahara occidental.
- Résolution 1343 : la situation au Liberia.
- Résolution 1344 : la situation entre l'Érythrée et l'Éthiopie.
- Résolution 1345 : lettre datée du 4 mars 2001, adressée au Président du Conseil de sécurité par le représentant permanent de l'ancienne République yougoslave de Macédoine auprès de l'Organisation des Nations unies (S/2001/191).
- Résolution 1346 : la situation en Sierra Leone.
- Résolution 1347 : tribunal pénal international pour le Rwanda.
- Résolution 1348 : la situation en Angola.
- Résolution 1349 : la situation concernant le Sahara occidental.

## Résolutions 1350 à 1359
- Résolution 1350 : tribunal pénal international pour l'ex-Yougoslavie.
- Résolution 1351 : la situation au Moyen-Orient.
- Résolution 1352 : la situation entre l'Irak et le Koweït.
- Résolution 1353 : renforcement de la coopération avec les pays fournisseurs de contingents.
- Résolution 1354 : la situation à Chypre.
- Résolution 1355 : la situation en République démocratique du Congo.
- Résolution 1356 : la situation en Somalie.
- Résolution 1357 : la situation en Bosnie-Herzégovine.
- Résolution 1358 : recommandation pour la nomination du Secrétaire général de l'Organisation des Nations unies.
- Résolution 1359 : la situation concernant le Sahara occidental.

## Résolutions 1360 à 1369
- Résolution 1360 : la situation entre l'Irak et le Koweït.
- Résolution 1361 : date d'une élection pour pourvoir un poste vacant à la Cour internationale de justice.
- Résolution 1362 : la situation en Croatie.
- Résolution 1363 : la situation en Afghanistan.
- Résolution 1364 : la situation en Géorgie.
- Résolution 1365 : la situation au Moyen-Orient.
- Résolution 1366 : le rôle du Conseil de sécurité dans la prévention de conflits armés.
- Résolution 1367 : la résolution 1160 du Conseil de sécurité, en date du 31 mars 1998.
- Résolution 1368 : menaces pour la paix et la sécurité internationales résultant d'actes terroristes.
- Résolution 1369 : la situation entre l'Érythrée et l'Éthiopie.

## Résolutions 1370 à 1379
- Résolution 1370 : la situation en Sierra Leone.
- Résolution 1371 : la situation de l'ancienne République yougoslave de Macédoine.
- Résolution 1372 : sur la résolution 1054 du Conseil de sécurité, en date du 26 avril 1996(lettre datée du 9 janvier 1996, adressée au Président du Conseil de sécurité par le Représentant permanent de l’Éthiopie auprès de l’Organisation des Nations unies concernant l’extradition des suspects recherchés pour avoir participé à la tentative d’assassinat du Président de la République arabe d’Égypte à Addis-Abeba (Éthiopie), le 26 juin 1995 (S/1996/10)).
- Résolution 1373 : lutte contre le terrorisme, à la suite des attentats du 11 septembre 2001 (adoptée le 28 septembre 2001 lors de la 4 385e séance).
- Résolution 1374 : la situation en Angola.
- Résolution 1375 : la situation au Burundi.
- Résolution 1376 : la situation en République démocratique du Congo.
- Résolution 1377 : menace pour la paix et la sécurité internationales résultant d'actes terroristes.
- Résolution 1378 : la situation en Afghanistan.
- Résolution 1379 : "les enfants et les conflits armés".

## Résolutions 1380 à 1386
- Résolution 1380 : la situation concernant le Sahara occidental.
- Résolution 1381 : la situation au Moyen-Orient.
- Résolution 1382 : la situation entre l'Irak et le Koweït.
- Résolution 1383 : la situation en Afghanistan.
- Résolution 1384 : la situation à Chypre.
- Résolution 1385 : la situation en Sierra Leone.
- Résolution 1386 : envoi de la Force internationale d'assistance à la sécurité en Afghanistan, (adoptée le 20 décembre 2001 lors de la 4 443e séance).